# فیلتر تمام‌گذر
فیلتر تمام‌گذر (به انگلیسی: All-pass filter) یک فیلتر پردازش سیگنال است که تمام فرکانس‌ها را با بهره یک اندازه منتقل می‌کند، امّا رابطه فاز را بین فرکانس‌های مختلف تغییر می‌دهد. بیشتر انواع فیلتر دامنه (یعنی اندازه) سیگنال اعمال شده برای آن را در برخی از مقادیر فرکانس کاهش می‌دهد، در حالی که فیلتر تمام‌گذر اجازه می‌دهد تا تمام فرکانس‌ها را بدون تغییر سطح عبور دهد. 

## کاربردهای رایج
یک کاربرد متداول در تولید موسیقی الکترونیکی در طراحی واحد جلوه معروف به "فازر" است، که در آن تعدادی از فیلترهای تمام‌گذر به ترتیب وصل می‌شوند و خروجی با سیگنال خام مخلوط می‌شوند. 
این کار را با تغییر جابه‌جایی فاز خود به صورت تابعی از فرکانس انجام می‌دهد. به طور کلی، فیلتر با فرکانس توصیف شده که جابه‌جایی فاز از 90 درجه را قطع می‌کند، تعریف می‌شود (به عنوان مثال، هنگامی که سیگنال‌های ورودی و خروجی به یک چهارم می‌روند، وقتی که یک چهارم طول موج تأخیر بین آنها وجود دارد). 
آنها معمولاً برای جبران سایر تغییرات فازهای ناخواسته که در سیستم یا برای مخلوط کردن با نسخه جابه‌جا نشده از اصل برای پیاده کردن  تله فیلتر شانه‌ای  استفاده می‌شوند. 
همچنین ممکن است از آنها برای تبدیل یک فیلتر فاز ترکیب شده به فیلتر مینیم فاز با پاسخی به اندازه معادل یا یک فیلتر ناپایدار به یک فیلتر پایدار با پاسخی به اندازه معادل استفاده شود. 

## پیاده‌سازی فعالِ آنالوگ

### پیاده‌سازی با استفاده ازفیلتر پایین‌گذر

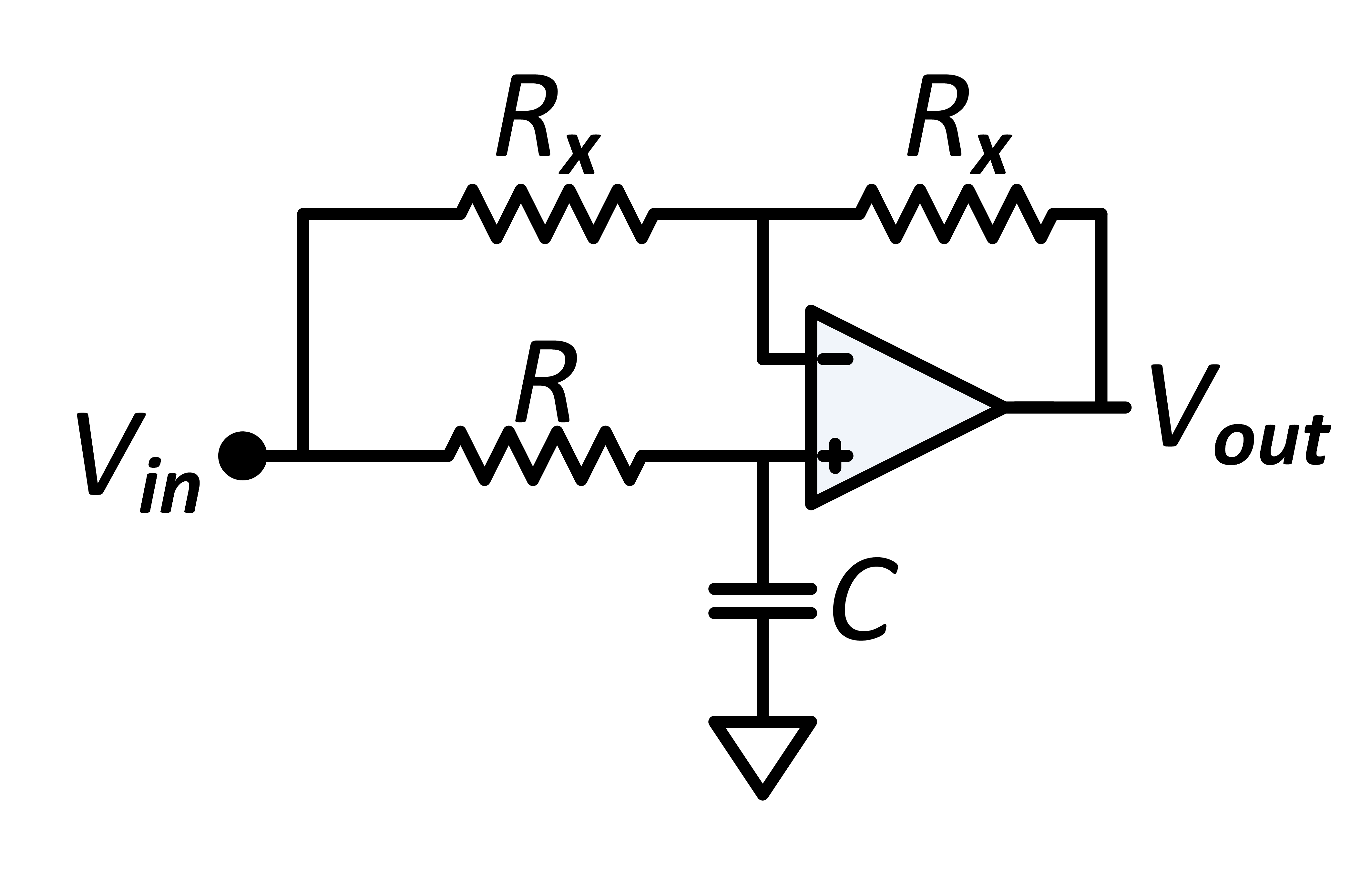
یک فیلتر تمام‌گذر پایه آپ‌اَمپ که دارای یک فیلتر پایین گذر است.

مدار تقویت کننده عملیاتی که در شکل مجاور نشان‌داده شده است، یک فیلتر تمام‌گذر فعال تک قطبی را در اختیار شما قرار می دهد که دارای یک فیلتر پایین‌گذر در ورودی غیر معکوس از آپ‌اَمپ است. تابع انتقال فیلتر توسط: 
{\displaystyle H(s)=-{\frac {s-{\frac {1}{RC}}}{s+{\frac {1}{RC}}}}={\frac {1-sRC}{1+sRC}},\,}
که دارای یک قطب در {\displaystyle -1/RC} و یک صفر در {\displaystyle 1/RC} (به عنوان مثال، آنها بازتاب‌های یکدیگر در محور موهومی صفحه مختلط هستند). اندازه و فاز {\displaystyle H(i\omega )} برای برخی از فرکانس‌های زاویه‌ای ω هست 
{\displaystyle |H(i\omega )|=1\quad {\text{and}}\quad \angle H(i\omega )=-2\arctan(\omega RC).\,}
فیلتر اندازه بهره واحد برای همه‌ی ω ها دارد. فیلتر تاخیر مختلفی در هر فرکانسی  نشان می‌دهد و ورودی به خروجی یک چهارم در {\displaystyle \omega =1/RC} می‌رسد (یعنی، تغییر فاز 90 است درجه) .  
این پیاده‌سازی از یک فیلتر پایین‌گذر در ورودی غیر معکوس کننده برای تولید جابه‌جایی فاز و بازخورد منفی استفاده شده.